# Фоміха
Фомі́ха (рос. Фомиха) — присілок у складі Кропивинського округу Кемеровської області, Росія.

## Населення
Населення — 3 особи (2010; 7 у 2002).
Національний склад (станом на 2002 рік):
- росіяни — 57 %
- чуваші — 29 %